# Чемпіонат України з футболу 2022—2023: перша ліга
Перша ліга України з футболу 2022—2023 — 32-й сезон першої ліги, який тривав з 27 серпня 2022 року до 27 травня 2023 року. З 7 жовтня 2022 року мав спонсорську назву — «VBET UA Перша».
Через російське вторгнення в Україну всі матчі відбувалися без глядачів.

## Регламент змагань
У змаганнях беруть участь 16 команд. Змагання проходять у два етапи.
На першому етапі сформовано дві групи по вісім команд за територіальним принципом. Змагання проводяться у два кола за круговою системою.
На другому етапі команди, що посіли 1-4 місця в кожній групі, сформують групу за вихід в УПЛ із збереженням очок, отриманих на першому етапі в іграх лише між собою. Команди, що посіли 5-8 місця в кожній групі, формують групу за право грати в першій лізі із збереженням очок, отриманих на першому етапі в іграх лише між собою. На другому етапі команди групи А проводять матчі тільки з командами групи Б у два кола.
Команди, які посіли 1-ше та 2-ге місця в чемпіонській групі, виходять до Прем'єр-ліги напряму. Третя й четверта команди першої ліги зіграють стикові матчі за право виступати наступного сезону в УПЛ із 14-м та 13-м клубами Прем'єр-ліги відповідно. Стикові матчі складаються з двох матчів, по одному на полі кожної з команд-учасниць.
Команда, що посіла останнє місце в першій лізі, вибуває до другої ліги. Команда, що посіла передостаннє місце в першій лізі, грає стикові матчі з командою, що посіла друге місце в другій лізі, за право виступати в першій лізі наступного сезону.
У випадку, якщо декілька команд набрали однакову кількість очок, місця у турнірній таблиці визначаються за такими критеріями:
1. Більша кількість набраних очок в особистих зустрічах між цими командами.
2. Краща різниця забитих і пропущених м’ячів в особистих зустрічах.
3. Більша кількість забитих м’ячів в особистих зустрічах.
4. Краща різниця забитих і пропущених м’ячів в усіх матчах.
5. Більша кількість забитих м’ячів в усіх матчах.[2]

## Учасники
Перед початком сезону команда «Яруд» змінила назву на ФСК «Маріуполь», а «Епіцентр» офіційно переїхав з Дунаївців у Кам'янець-Подільський.
Склад учасників:
Група А
| Команда         | Населений пункт       | Стадіон                                                                                             | Місткість стадіону | Місце в попер. ч-ті.     |
| --------------- | --------------------- | --------------------------------------------------------------------------------------------------- | ------------------ | ------------------------ |
| «Буковина»      | Чернівці              | «Буковина» «Олімпія» (1 матч)                                                                       | 12 000 850         | 9 (друга ліга, група А)  |
| «Діназ»         | Вишгород              | «Діназ» (с. Демидів)                                                                                | 500                | 4 (друга ліга, група А)  |
| «Епіцентр»      | Кам'янець-Подільський | «Колос» (м. Дунаївці) НТК ім. Віктора Баннікова (м. Київ) (1 матч) ім. Григорія Тонкочеєва (1 матч) | 2500 1678 2587     | 5 (друга ліга, група А)  |
| «Карпати»       | Львів                 | «Україна»                                                                                           | 28 051             | 1 (друга ліга, група А)  |
| ФСК «Маріуполь» | Маріуполь             | «Діназ» (с. Демидів) «Лівий берег» (ур. Млиново) (2 матчі) «Колос» (м. Бориспіль) (2 матчі)         | 500 1500 5654      | 11 (друга ліга, група Б) |
| «Нива»          | Тернопіль             | Міський ім. Романа Шухевича                                                                         | 15 150             | 5                        |
| «Полісся»       | Житомир               | Центральний                                                                                         | 5928               | 9                        |
| «Прикарпаття»   | Івано-Франківськ      | «Рух»                                                                                               | 6500               | 7                        |

Група Б
| Команда        | Населений пункт | Стадіон | Місткість стадіону    | Місце в попер. ч-ті.     |
| -------------- | --------------- | --- | --------------------- | ------------------------ |
| «Гірник-Спорт» | Горішні Плавні  | «Юність» | 2500                  | 6                        |
| «Кремінь»      | Кременчук       | «Кремінь-Арена» ім. Олега Бабаєва «Інгулець» (смт Петрове) (1 матч)                                                        | 1566 1869             | 16                       |
| ЛНЗ            | Черкаси         | «Черкаси-Арена» | 10 321                | 3 (друга ліга, група А)  |
| МФК «Металург» | Запоріжжя       | «Славутич-Арена» «Юність» (м. Горішні Плавні) (1 матч) «Лівий берег» (ур. Млиново) (3 матчі) «Медик» (м. Моршин) (3 матчі) | 11 883 2500 1500 1000 | 1 (друга ліга, група Б)  |
| «Оболонь»      | Київ            | «Оболонь-Арена» «Ювілейний» (м. Буча) (1 матч)                                                                             | 5103 1028             | 4                        |
| СК «Полтава»   | Полтава         | «Молодіжний» | 547                   | 6 (друга ліга, група Б)  |
| «Скорук»       | смт Томаківка   | Центральний (м. Умань) «Славутич-Арена» (м. Запоріжжя) (1 матч)                                                            | 7552 11 883           | 2 (друга ліга, група Б)  |
| ФК «Чернігів»  | Чернігів        | «Юність» | 3000                  | 10 (друга ліга, група А) |

Після зимової перерви рішенням Адміністрації ПФЛ назву команди ФК «Чернігів» змінено на «Чернігів-ШВСМ».

## Перший етап

### Група А

#### Турнірна таблиця
| М | Команда         | І  | В  | Н | П | РМ    | О  |
| - | --------------- | -- | -- | - | - | ----- | -- |
| 1 | «Полісся»       | 14 | 13 | 1 | 0 | 34−6  | 40 |
| 2 | «Карпати»       | 14 | 9  | 1 | 4 | 22−13 | 28 |
| 3 | «Епіцентр»      | 14 | 8  | 3 | 3 | 17−11 | 27 |
| 4 | «Нива»          | 14 | 5  | 5 | 4 | 15−8  | 20 |
| 5 | «Прикарпаття»   | 14 | 4  | 3 | 7 | 11−22 | 15 |
| 6 | «Діназ»         | 14 | 2  | 4 | 8 | 14−28 | 10 |
| 7 | «Буковина»      | 14 | 2  | 3 | 9 | 9−21  | 9  |
| 8 | ФСК «Маріуполь» | 14 | 1  | 4 | 9 | 12−25 | 7  |

Позначення:

#### Результати матчів
| Команда         | БУК | ДІН | ЕПІ | КАР | МАР | НИВ | ПОЛ | ПРИ |
| --------------- | --- | --- | --- | --- | --- | --- | --- | --- |
| «Буковина»      |     | 0:0 | 1:2 | 1:2 | 3:1 | 0:3 | 1:2 | 0:1 |
| «Діназ»         | 1:1 |     | 1:3 | 1:2 | 1:4 | 1:1 | 0:5 | 2:2 |
| «Епіцентр»      | 0:0 | 3:2 |     | 1:0 | 1:0 | 1:1 | 1:2 | 2:0 |
| «Карпати»       | 4:0 | 3:2 | 0:2 |     | 3:0 | 1:0 | 1:2 | 2:1 |
| ФСК «Маріуполь» | 0:1 | 0:2 | 0:1 | 1:1 |     | 0:2 | 0:2 | 1:1 |
| «Нива»          | 1:0 | 1:0 | 0:0 | 0:1 | 1:1 |     | 0:0 | 4:0 |
| «Полісся»       | 2:0 | 3:0 | 3:0 | 2:0 | 4:2 | 2:1 |     | 2:0 |
| «Прикарпаття»   | 2:1 | 0:1 | 1:0 | 0:2 | 2:2 | 1:0 | 0:3 |     |

#### Найкращі бомбардири
| № | Футболіст          | Команда    | Голи (пен.) |
| - | ------------------ | ---------- | ----------- |
| 1 | Пилип Будківський  | «Полісся»  | 10          |
| 2 | Максим Гірний      | «Епіцентр» | 7 (3)       |
| 3 | Богдан Кушніренко  | «Полісся»  | 6 (1)       |
| 4 | Ростислав Тарануха | «Карпати»  | 5           |
| 5 | Василь Палагнюк    | «Буковина» | 5 (3)       |

### Група Б

#### Турнірна таблиця
| М | Команда        | І  | В | Н | П | РМ    | О  |
| - | -------------- | -- | - | - | - | ----- | -- |
| 1 | ЛНЗ            | 14 | 9 | 3 | 2 | 22−6  | 30 |
| 2 | «Оболонь»      | 14 | 9 | 2 | 3 | 20−8  | 29 |
| 3 | «Кремінь»      | 14 | 6 | 3 | 5 | 28−24 | 21 |
| 4 | МФК «Металург» | 14 | 5 | 5 | 4 | 17−16 | 20 |
| 5 | ФК «Чернігів»  | 14 | 4 | 4 | 6 | 12−17 | 16 |
| 6 | СК «Полтава»   | 14 | 4 | 3 | 7 | 15−19 | 15 |
| 7 | «Скорук»       | 14 | 3 | 5 | 6 | 15−22 | 14 |
| 8 | «Гірник-Спорт» | 14 | 1 | 5 | 8 | 8−25  | 8  |

Позначення:

#### Результати матчів
| Команда        | ГІР | КРЕ | ЛНЗ | МЕТ | ОБО | ПЛТ | СКО | ЧЕР |
| -------------- | --- | --- | --- | --- | --- | --- | --- | --- |
| «Гірник-Спорт» |     | 1:2 | 0:1 | 1:1 | 2:0 | 1:1 | 1:1 | 0:2 |
| «Кремінь»      | 7:0 |     | 1:1 | 0:4 | 0:3 | 4:3 | 3:1 | 3:0 |
| ЛНЗ            | 5:0 | 2:0 |     | 1:0 | 0:0 | 1:0 | 3:0 | 2:2 |
| МФК «Металург» | 1:0 | 3:3 | 2:1 |     | 1:2 | 1:1 | 1:0 | 0:2 |
| «Оболонь»      | 0:0 | 1:0 | 1:0 | 3:0 |     | 2:1 | 3:1 | 3:1 |
| СК «Полтава»   | 1:0 | 2:0 | 0:1 | 1:2 | 2:1 |     | 1:3 | 1:1 |
| «Скорук»       | 1:1 | 3:3 | 0:2 | 1:1 | 1:0 | 2:0 |     | 0:2 |
| ФК «Чернігів»  | 2:1 | 0:2 | 0:2 | 0:0 | 0:1 | 0:1 | 1:1 |     |

#### Найкращі бомбардири
| № | Футболіст             | Команда        | Голи (пен.) |
| - | --------------------- | -------------- | ----------- |
| 1 | Денис Галата          | «Кремінь»      | 9 (1)       |
| 2 | Іван Тищенко          | ЛНЗ            | 7           |
| 3 | Олександр Батальський | «Оболонь»      | 6 (1)       |
| 3 | Олександр Мішуренко   | «Скорук»       | 6 (1)       |
| 3 | Олексій Сидоров       | МФК «Металург» | 6 (1)       |
| 6 | Євген Стрельцов       | СК «Полтава»   | 5           |

## Другий етап
За підсумками першого етапу команди були поділені на дві групи: чемпіонську (за вихід до УПЛ) та вибування (за збереження місця у першій лізі).
На другому етапі для команд чемпіонської групи враховуються очки, здобуті на першому етапі в матчах з командами, що зайняли 1-4 місця у своїх групах, а для команд групи вибування враховуються очки, здобуті на першому етапі в матчах з командами, що зайняли 5-8 місця у своїх групах.
На другому етапі команди проводять матчі лише з тими командами, з якими вони не зустрічалися на першому етапі.

### Чемпіонська група

#### Турнірна таблиця
| М | Команда        | І  | В  | Н | П | РМ    | О  |
| - | -------------- | -- | -- | - | - | ----- | -- |
|   | «Полісся»      | 14 | 10 | 2 | 2 | 25−9  | 32 |
|   | «Оболонь»      | 14 | 8  | 5 | 1 | 19−8  | 29 |
|   | ЛНЗ            | 14 | 6  | 4 | 4 | 19−12 | 22 |
| 4 | МФК «Металург» | 14 | 6  | 3 | 5 | 18−16 | 21 |
| 5 | «Карпати»      | 14 | 5  | 3 | 6 | 12−16 | 18 |
| 6 | «Епіцентр»     | 14 | 4  | 3 | 7 | 12−17 | 15 |
| 7 | «Нива»         | 14 | 0  | 8 | 6 | 10−17 | 8  |
| 8 | «Кремінь»      | 14 | 1  | 4 | 9 | 11−31 | 7  |

Позначення:

#### Результати матчів
| Команда        | ЕПІ | КАР | КРЕ | ЛНЗ | МЕТ | НИВ | ОБО | ПОЛ |
| -------------- | --- | --- | --- | --- | --- | --- | --- | --- |
| «Епіцентр»     |     | 1:0 | 3:1 | 0:2 | 1:2 | 1:1 | 0:0 | 1:2 |
| «Карпати»      | 0:2 |     | 2:0 | 1:1 | 0:1 | 1:0 | 1:1 | 1:2 |
| «Кремінь»      | 1:2 | 1:1 |     | 1:1 | 0:4 | 2:2 | 0:3 | 0:2 |
| ЛНЗ            | 2:0 | 4:1 | 2:0 |     | 1:0 | 1:1 | 0:0 | 1:2 |
| МФК «Металург» | 1:0 | 0:1 | 3:3 | 2:1 |     | 1:1 | 1:2 | 0:1 |
| «Нива»         | 0:0 | 0:1 | 0:2 | 1:2 | 1:1 |     | 1:2 | 0:0 |
| «Оболонь»      | 2:1 | 1:2 | 1:0 | 1:0 | 3:0 | 1:1 |     | 1:1 |
| «Полісся»      | 3:0 | 2:0 | 5:0 | 2:1 | 1:2 | 2:1 | 0:1 |     |

Зеленим фоном позначені результати матчів, що були зіграні на першому етапі.

### Група вибування

#### Турнірна таблиця
| М  | Команда         | І  | В | Н | П | РМ    | О  |
| -- | --------------- | -- | - | - | - | ----- | -- |
| 9  | «Прикарпаття»   | 14 | 6 | 6 | 2 | 21−11 | 24 |
| 10 | «Скорук»        | 14 | 5 | 8 | 1 | 18−9  | 23 |
| 11 | «Буковина»      | 14 | 5 | 6 | 3 | 18−14 | 21 |
| 12 | «Діназ»         | 14 | 5 | 6 | 3 | 16−17 | 21 |
| 13 | «Чернігів-ШВСМ» | 14 | 5 | 4 | 5 | 15−16 | 19 |
| 14 | СК «Полтава»    | 14 | 4 | 4 | 6 | 16−22 | 16 |
| 15 | ФСК «Маріуполь» | 14 | 3 | 3 | 8 | 18−23 | 12 |
| 16 | «Гірник-Спорт»  | 14 | 2 | 5 | 7 | 12−22 | 11 |

Позначення:

#### Результати матчів
| Команда         | БУК | ГІР | ДІН | МАР | ПЛТ | ПРИ | СКО | ЧЕР |
| --------------- | --- | --- | --- | --- | --- | --- | --- | --- |
| «Буковина»      |     | 3:2 | 0:0 | 3:1 | 2:2 | 0:1 | 1:1 | 3:1 |
| «Гірник-Спорт»  | 1:0 |     | 1:1 | 1:0 | 1:1 | 1:1 | 1:1 | 0:2 |
| «Діназ»         | 1:1 | 1:0 |     | 1:4 | 2:2 | 2:2 | 1:1 | 1:0 |
| ФСК «Маріуполь» | 0:1 | 2:1 | 0:2 |     | 2:4 | 1:1 | 0:3 | 1:1 |
| СК «Полтава»    | 1:2 | 1:0 | 1:2 | 0:4 |     | 0:1 | 1:3 | 1:1 |
| «Прикарпаття»   | 2:1 | 6:1 | 0:1 | 2:2 | 0:1 |     | 1:1 | 2:0 |
| «Скорук»        | 0:0 | 1:1 | 3:0 | 1:0 | 2:0 | 0:0 |     | 0:2 |
| «Чернігів-ШВСМ» | 1:1 | 2:1 | 2:1 | 2:1 | 0:1 | 0:2 | 1:1 |     |

Зеленим фоном позначені результати матчів, що були зіграні на першому етапі.

### Статистика
У списку враховані показники, здобуті на першому та другому етапах.

#### Найкращі бомбардири
| №  | Футболіст         | Команда         | Голи (пен.) |
| -- | ----------------- | --------------- | ----------- |
| 1  | Пилип Будківський | «Полісся»       | 14          |
| 2  | Денис Галата      | «Кремінь»       | 11 (1)      |
| 3  | Іван Тищенко      | ЛНЗ             | 11 (2)      |
| 4  | Олексій Сидоров   | МФК «Металург»  | 11 (3)      |
| 5  | Ігор Биковський   | ФСК «Маріуполь» | 8 (1)       |
| 6  | Василь Палагнюк   | «Буковина»      | 8 (3)       |
| 6  | Максим Гірний     | «Епіцентр»      | 8 (3)       |
| 7  | Василь Грицук     | «Полісся»       | 8 (8)       |
| 8  | Євген Стрельцов   | СК «Полтава»    | 7           |
| 9  | Богдан Кушніренко | «Полісся»       | 7 (1)       |
| 10 | Василь Цюцюра     | «Прикарпаття»   | 7 (2)       |

#### Найкращі асистенти
| № | Футболіст          | Команда       | Гол. передачі |
| - | ------------------ | ------------- | ------------- |
| 1 | Дмитро Щербак      | СК «Полтава»  | 7             |
| 2 | Денис Кожанов      | «Карпати»     | 6             |
| 2 | Артем Козак        | «Полісся»     | 6             |
| 2 | Богдан Шмигельский | «Скорук»      | 6             |
| 3 | Василь Цюцюра      | «Прикарпаття» | 5             |
| 3 | Іван Тищенко       | ЛНЗ           | 5             |
| 3 | Ілля Скрипник      | «Буковина»    | 5             |
| 3 | Антон Савін        | ЛНЗ           | 5             |
| 3 | Василь Грицук      | «Полісся»     | 5             |
| 3 | Андрій Беженар     | «Епіцентр»    | 5             |

## Перехідні матчі за право виступати в Прем'єр-лізі
За підсумками сезону команди, які посіли 13-те та 14-те місця в Прем'єр-лізі, грають перехідні матчі за право виступати у Прем’єр-лізі проти команд, які посіли відповідно четверте та третє місце в першій лізі. Жеребкування послідовності проведення матчів відбулося 2 червня 2023 року.
| 10 червня 2023 17:00 +21 °C |

| МФК «Металург» | 1:0      | «Верес» |
| -------------- | -------- | ------- |
| Сад 29'        | Протокол |         |

| «Україна», Львів Глядачів: 0 Арбітр: Юрій Іванов (Макіївка) |

| 14 червня 2023 13:00 +19 °C |

| «Верес»                                                            | 6:1      | МФК «Металург»  |
| ------------------------------------------------------------------ | -------- | --------------- |
| Крапивний 16' (аг) Балан 23', 66' Гагун 29' Пасіч 82' Гайдучик 89' | Протокол | Могильний 90+1' |

| «Авангард», Рівне Глядачів: 0 Арбітр: Дмитро Бондаренко (Одеса) |

«Верес» переміг 6:2 за сумою двох матчів та зберіг місце в Прем’єр-лізі, а МФК «Металург» — у першій.
| 10 червня 2023 17:00 +28 °C |

| «Інгулець»   | 1:1      | ЛНЗ                |
| ------------ | -------- | ------------------ |
| Клименко 46' | Протокол | Тищенко 57' (пен.) |

| «Інгулець», Петрове Глядачів: 0 Арбітр: Віталій Романов (Дніпро) |

| 14 червня 2023 15:00 +24 °C |

| ЛНЗ                          | 2:1      | «Інгулець» |
| ---------------------------- | -------- | ---------- |
| Савін 17' Коробенко 30' (аг) | Протокол | Сітало 51' |

| «Черкаси-Арена», Черкаси Глядачів: 0 Арбітр: Максим Козиряцький (Запоріжжя) |

ЛНЗ переміг 3:2 за сумою двох матчів та вийшов до Прем’єр-ліги, «Інгулець» вибуває до першої ліги.

## Перехідні матчі за право виступати в першій лізі
За підсумками сезону команда, яка посіла 15-те в першій лізі, грає перехідні матчі за право виступати у першій лізі проти команди, яка посіла друге місце у другій лізі. Жеребкування послідовності проведення матчів відбулося 18 травня 2023 року.
| 3 червня 2023 14:00 +24 °C |

| ФК «Хуст»     | 1:1      | ФСК «Маріуполь» |
| ------------- | -------- | --------------- |
| Приходько 70' | Протокол | Михайленко 80'  |

| «Карпати», Хуст Глядачів: 0 Арбітр: Денис Резніков (Кам'янське) |

| 9 червня 2023 14:00 +28 °C |

| ФСК «Маріуполь» | 0:1      | ФК «Хуст»   |
| --------------- | -------- | ----------- |
|                 | Протокол | Мердєєв 53' |

| «Колос», Бориспіль Глядачів: 0 Арбітр: Сергій Задиран (Київська область) |

ФК «Хуст» переміг 2:1 за сумою двох матчів та вийшов до першої ліги, ФСК «Маріуполь» вибув до другої ліги.
Перед початком наступного сезону через те, що «Скорук» та ФК «Львів» знялися зі змагань у першій лізі, ФСК «Маріуполь» зберіг місце у першій лізі.